# ABB Mi 102
Mi 102 – szwedzka przeciwgąsienicowa mina przeciwpancerna. Trotyl, z którego jest wykonana, zmieszany jest z włóknami szklanymi, dzięki czemu mina nie musi posiadać obudowy. W centralnej części miny umieszczony jest zapalnik naciskowy wywołujący eksplozję pod naciskiem 280 kg.